# حقوق الإنسان في أرمينيا
تميل حقوق الإنسان في أرمينيا إلى أن تكون أفضل من تلك الموجودة في معظم جمهوريات الاتحاد السوفيتي السابقة واقتربت من المعايير المقبولة، لا سيما من الناحية الاقتصادية. ولكن ما يزال هناك العديد من المشاكل الكبيرة.

## تقييم الديمقراطية والحرية
تُصنف أرمينيا على أنها حرة جزئيًا في تقرير عام 2019 (مع بيانات لعام 2018) من قبل فريدوم هاوس، ما يمنحها درجة 51 من 100.
أدخلت أرمينيا تحسينات على درجة مؤشر الحرية الإنسانية من معهد كاتو. وفقًا لتقرير عام 2021، تحتل أرمينيا المرتبة 40 بشكل عام. وهي تحتل المرتبة 48 من حيث الحرية الشخصية والمرتبة 15 من حيث الحرية الاقتصادية. تُعد هذه المراكز تحسنًا ملحوظًا عن نتيجة عام 2017 التي احتلت فيها أرمينيا المرتبة 54 بشكل عام، تليها 29 من حيث الحرية الاقتصادية و 76 من حيث الحرية الشخصية.

## الاقتصاد وحقوق الإنسان
ظل الفساد يمثل مشكلة اعتبارًا من عام 2009، وفقًا لوزارة الخارجية الأمريكية.

## الحرية السياسية
منذ الإطاحة بليفون تير بتروسيان كرئيس عام 1998، شهدت الحرية السياسية بعض التحسن. شهدت إدارة تير بتروسيان تغييرًا دستوريًا ضمن سلطة أكبر للرئيس من البرلمان. كما حظر تسعة أحزاب سياسية (بما في ذلك، ولا سيما الاتحاد الثوري الأرمني). أدى أسلوب تير بتروسيان شبه الأوتوقراطي في الحكم ونهجه التدريجي في حل نزاع ناغورنو كاراباخ إلى إقصائه وتولي روبرت كوتشاريان منصب الرئيس. خلف كوتشاريان سيرج سركسيان في عام 2008.
اتهم الرئيسان السابقان لأرمينيا سيرج سركسيان وروبرت كوتشاريان رئيس الوزراء نيكول باشينيان بالسعي للانتقام السياسي ضدهما. بعد انتقال السلطة، على سبيل المثال، اتُهِم الرئيس الأرمني السابق سيرج سركسيان، وأقاربه المقربون (شقيقه ألكسندر سركسيان، وشقيق آخر ليفون سركسيان، وابنه ناريك وابنته آني)، وأعضاء سابقون في مجلس الوزراء (سيران أوهانيان، سيرجو كارابتيان، جيفورج هاروتيونيان، أرمين جيفوركيان وآخرون)، وأعضاء سابقون في البرلمان (أرسين بابيان، جراير توفماسيان، مانفيل غريغوريان)، والقاضي السابق سامفيل أوزوميان بالفساد، ووُجهت لهم اتهامات تتعلق بالدخل غير القانوني والتهرب الضريبي، وبعض الصحفيين (جاجيك شامشيان، وساتيك سيرانيان، ومهير يجيازاريان إلخ) ونشطاء سياسيون (ناريك ماليان، كونستانتين تير ناكاليان، أرتور دانييليان) اعتُقلوا، ووجهت إليهم تهمة تعاطي المخدرات، وحيازة أسلحة بشكل غير قانوني، ثم أطلق سراحهم في وقت لاحق. وفقًا لوكالة أسوشيتيد برس، رفض سركسيان جميع الاتهامات الموجهة إليه وأقاربه وأعضاء مجلس الوزراء السابقين باعتبارها تهمًا ذات دوافع سياسية.
واتهم رئيس آخر لأرمينيا سابقًا، روبرت كوتشاريان، بتحويل الانتخابات الرئاسية لصالح سركيسيان، وواجه اتهامات بقلب النظام الدستوري. احتشد العشرات من أنصار كوتشاريان في مايو 2019 خارج محكمة مدينة يريفان، حاملين لافتات كتب عليها كوتشاريان سجين سياسي وثأر سياسي. وقال روبرت كوتشاريان (64 عامًا) لوكالة فرانس برس إن القضية رفعت ضده بسبب القيادة الجديدة التي أطاحت بخليفته في انتفاضة شعبية العام الماضي. وقال لوكالة فرانس برس من السجن ما يحدث لي ليس أقل من الخروج على القانون.

### المظاهرات وقت الانتخابات الرئاسية الأرمينية عام 2008
نظمت سلسلة من الاحتجاجات الجماهيرية في أرمينيا في أعقاب الانتخابات الرئاسية الأرمينية في 19 فبراير 2008. ووثقت هيومن رايتس ووتش تسع حالات لأشخاص مجهولين يهددون ويهاجمون بعنف نشطاء المعارضة والصحفيين والملاحظين كرد على مزاعم التزوير الانتخابي . نُظمت احتجاجات حاشدة ضد التزوير الانتخابي المزعوم في العاصمة يريفان ونظمها أنصار المرشح الرئاسي الفاشل والرئيس الأول لأرمينيا، ليفون تير بتروسيان. بدأت الاحتجاجات في 20 فبراير، واستمرت لمدة 10 أيام في ساحة الحرية في يريفان، وشارك فيها عشرات الآلاف من المتظاهرين خلال النهار ومئات من المتظاهرين طوال الليل. بعد تسعة أيام من الاحتجاجات السلمية في ساحة الأوبرا، حاولت الشرطة الوطنية والقوات العسكرية تفريق المتظاهرين في 1 مارس. أشارت التصريحات التي أدلى بها المتظاهرون إلى أن الشرطة استخدمت القوة المفرطة لتطهير المعسكر الذي أقامه المتظاهرون. وبحسب الروايات الشخصية، هاجمت الشرطة دون مبرر، ورد عليها المتظاهرون لاحقًا بإلقاء الحجارة. ونتيجة لذلك ، قُتل 10 أشخاص. وعلى الرغم من حث الحكومة على وقف المظاهرات، استمرت الاحتجاجات حتى 1 مارس. في صباح 1 مارس، قامت وحدات الشرطة والجيش بتفريق 700-1000 شخص ظلوا طوال الليل، وضربوهم بالهراوات وأجهزة الصعق بالكهرباء. حتى 4 مارس، لا يزال العديد من المتظاهرين في عداد المفقودين. منذ 1 مارس، وُضع تير بتروسيان تحت الإقامة الجبرية بحكم الأمر الواقع.

## الشرطة وأجهزة إنفاذ القانون
في عام 2018، كانت جميع الدول المجاورة لأرمينيا مدرجة في قائمة 30 دولة ذات أعلى معدلات سجن، بينما كانت المعدلات في أرمينيا أقل. بعد تجميع التقرير، بدأت الحكومة وأصدرت عفوًا واسع النطاق.
وردت أنباء عن وحشية الشرطة واعتقالات تعسفية. استُخدم الضرب والتعذيب للمعتقلين قبل المحاكمة لانتزاع اعترافات أو معلومات. وفُرِّقت المظاهرات المناهضة للحكومة بالقوة واعتقال زعماء المعارضة. اعتبارًا من عام 2006، أصبحت الانتهاكات أمرًا شائعًا في الجيش ويُشتبه في أنها سبب العديد من الوفيات المشبوهة.

### الحوادث
في 12 مايو 2007، توفي ليفون جوليان، الذي استُدعي للشرطة كشاهد في قضية قتل، في الإدارة الرئيسية للتحقيقات الجنائية بالشرطة بعد أن زُعم أنه تعرض للضرب حتى الموت وألقي به من نافذة من قبل النائب الأول هوفيك تاماميان رئيس الإدارة العامة للمباحث الجنائية بالشرطة. وتقول الشرطة إن جوليان انزلق وسقط في الطابق الأول أثناء محاولته الهروب من حجز الشرطة. يشير الفحص الطبي الشرعي الأولي الذي أجراه متخصصون في الطب الشرعي من الدنمارك وألمانيا إلى أن وفاة جوليان كانت نتيجة إصابات قاتلة شملت كسورًا في الجمجمة والصدر والعمود الفقري والأضلاع. وفقًا لصحيفة أرمينيا الآن لم يُكشف عن جرائم القتل التي ارتكبت داخل الشرطة. في رسالة موجهة إلى رئيس الشرطة، أشار المدير التنفيذي لاتحاد هلسنكي الدولي لحقوق الإنسان إلى الشكوك حول تفسير الشرطة لوفاة جوليان وذكر أن التعذيب وسوء المعاملة من قبل الشرطة ما يزالان يمثلان مشاكل خطيرة في أرمينيا. كما لاحظت اللجنة الأوروبية لمنع التعذيب في تقريرها لعام 2004 عن أرمينيا.
هناك قائمة جزئية جمعتها صحيفة أرمينيا الآن أسماء 11 آخرين ماتوا بشكل مثير للريبة أثناء احتجازهم لدى الشرطة.